# Friedeburgerhütte
Friedeburgerhütte este o comună din landul Saxonia-Anhalt, Germania.